# Ороно (Мен)
Ороно (англ. Orono) — місто (англ. town) в США, в окрузі Пенобскот штату Мен. Населення — 11 183 особи (2020).

### Клімат
| Клімат : Ороно | Клімат : Ороно | Клімат : Ороно | Клімат : Ороно | Клімат : Ороно | Клімат : Ороно | Клімат : Ороно | Клімат : Ороно | Клімат : Ороно | Клімат : Ороно | Клімат : Ороно | Клімат : Ороно | Клімат : Ороно | Клімат : Ороно |
| Показник | Січ.           | Лют.           | Бер.           | Квіт.          | Трав.          | Черв.          | Лип.           | Серп.          | Вер.           | Жовт.          | Лист.          | Груд.          | Рік            |
| Абсолютний максимум, °C                                                                                                 | 18,3           | 17,2           | 28,3           | 31,7           | 37,2           | 37,8           | 38,9           | 40,0           | 36,1           | 32,2           | 25,6           | 17,8           | 40,0           |
| Середній максимум, °C                                                                                                   | −1,8           | 0,9            | 5,3            | 12,5           | 19,6           | 24,4           | 27,2           | 26,4           | 21,3           | 13,8           | 7,1            | 0,8            | 13,2           |
| Середня температура, °C                                                                                                 | −6,7           | −4,3           | 0,2            | 6,9            | 13,3           | 18,1           | 21,1           | 20,4           | 15,4           | 8,9            | 3,4            | −3,1           | 7,9            |
| Середній мінімум, °C | −11,6          | −9,6           | −4,8           | 1,4            | 6,9            | 11,7           | 15,0           | 14,4           | 9,6            | 4,0            | −0,3           | −7             | 2,5            |
| Абсолютний мінімум, °C                                                                                                  | −40            | −35,6          | −31,7          | −16,1          | −7,2           | −1,7           | 1,1            | −1,1           | −5,6           | −10,6          | −22,2          | −35            | −40            |
| Середня кількість сонячних годин на місяць                                                                              | 192            | 116            | 171            | 162            | 202            | 177            | 233            | 291            | 294            | 279            | 195            | 214            | 2526           |
| Норма опадів, мм | 76             | 63             | 80             | 80             | 87             | 89             | 76             | 83             | 90             | 92             | 102            | 107            | 1025           |
| Днів з опадами | 10             | 8              | 9              | 9              | 10             | 10             | 9              | 9              | 9              | 9              | 10             | 9              | 111,0          |
| Днів зі снігом | 6,3            | 4,5            | 4,3            | 1,2            | 0,0            | 0,0            | 0,0            | 0,0            | 0,0            | 0,1            | 1,4            | 4,6            | 22,4           |
| Вологість повітря, % | 70             | 68             | 65             | 61             | 65             | 70             | 71             | 71             | 74             | 72             | 72             | 75             | 69             |
| --- | -------------- | -------------- | -------------- | -------------- | -------------- | -------------- | -------------- | -------------- | -------------- | -------------- | -------------- | -------------- | -------------- |
| Джерело: WRCC, Weatherbase (snowfall, precipitation and snow days), Meteoblue (sun days) and timeanddate.com (humidity) |                |                |                |                |                |                |                |                |                |                |                |                |                |

## Демографія
Згідно з переписом 2010 року, у місті мешкали 10 362 особи в 2831 домогосподарстві у складі 1229 родин. Було 3089 помешкань
Расовий склад населення:
| - 93,7 % — білих - 1,9 % — азіатів - 1,2 % — чорних або афроамериканців - 1,1 % — корінних американців |

До двох чи більше рас належало 1,7 %. Частка іспаномовних становила 1,5 % від усіх жителів.
За віковим діапазоном населення розподілялося таким чином: 8,6 % — особи молодші 18 років, 81,0 % — особи у віці 18—64 років, 10,4 % — особи у віці 65 років та старші. Медіана віку мешканця становила 21,8 року. На 100 осіб жіночої статі у місті припадало 107,6 чоловіків;  на 100 жінок у віці від 18 років та старших — 107,8 чоловіків також старших 18 років.
Середній дохід на одне домашнє господарство  становив 62 682 долари США (медіана — 44 427), а середній дохід на одну сім'ю — 94 992 долари (медіана — 82 525). Медіана доходів становила 49 083 долари для чоловіків та 35 121 долар для жінок. За межею бідності перебувало 33,4 % осіб, у тому числі 19,9 % дітей у віці до 18 років та 8,3 % осіб у віці 65 років та старших.
Цивільне працевлаштоване населення становило 4988 осіб. Основні галузі зайнятості: освіта, охорона здоров'я та соціальна допомога — 46,8 %, роздрібна торгівля — 14,5 %, мистецтво, розваги та відпочинок — 14,5 %.